# Eberardo Pavesi
Eberardo Pavesi (Colturano, 2 november 1883 - Milaan, 11 november 1974) was een Italiaans wielrenner. Hij won tijdens zijn carrière onder andere vier etappes in de Ronde van Italië en eindigde in die ronde drie keer in de top tien in het eindklassement, waarvan twee keer op plaats twee. Na zijn wielercarrière werd hij een gereputeerd ploegleider van de Legnano-wielerploeg.

## Belangrijkste overwinningen
1905
- Circuito Bresciano
- Rome-Napels-Rome
- Corsa XX Settembre

1907
- 6e plaats Ronde van Frankrijk
- Milaan-Bergamo-Como

1908
- 2e plaats Ronde van Noceto

1909
- Ronde van Emilië

1910
- 2e plaats Genua-Nice
- 3e plaats in het Kampioenschap van Italië
- 5e etappe Ronde van Italië Napels-Rome
- 9e etappe Ronde van Italië Mondovi-Turijn

1911
- 8e plaats Ronde van Italië

1913
- 2e etappe Ronde van Italië Genua-Siena
- 9e etappe Ronde van Italië Rovigo-Milaan

1914
- Het Italiaans uurrecord op de piste te Pavia 40,562 km

## Resultaten in voornaamste wedstrijden
| Jaar | Ronde van Italië | Ronde van Frankrijk | Ronde van Spanje |
| ---- | ---------------- | ------------------- | ---------------- |
| 1906 |                  |                     |                  |
| 1907 |                  | 6e                  |                  |
| 1908 |                  | opgave              |                  |
| 1909 |                  |                     |                  |
| 1910 | ↑                |                     |                  |
| 1911 | 8e               |                     |                  |
| 1912 | ↑ (ploegwinst)   |                     |                  |
| 1913 | ↑ (2)            | opgave              |                  |
| 1914 |                  |                     |                  |
| 1918 |                  |                     |                  |

| Jaar | Milaan-San Remo | Ronde van Lombardije |
| ---- | --------------- | -------------------- |
| 1906 |                 | 7e                   |
| 1907 | 6e              |                      |
| 1908 |                 |                      |
| 1909 | 22e             | 6e                   |
| 1910 |                 | 15e                  |
| 1911 |                 |                      |
| 1912 | 16e             |                      |
| 1913 |                 |                      |
| 1914 | 22e             | 5e                   |
| 1918 |                 | 15e                  |